# Населення Уругваю
Населення Уругваю. Чисельність населення країни 2015 року становила 3,341 млн осіб (134-те місце у світі). Чисельність уругвайців стабільно збільшується, народжуваність 2015 року становила 13,07 ‰ (152-ге місце у світі), смертність — 9,45 ‰ (56-те місце у світі), природний приріст — 0,27 % (176-те місце у світі) . 

## Природний рух

### Відтворення
Народжуваність в Уругваї, станом на 2015 рік, дорівнює 13,07 ‰ (152-ге місце у світі). Коефіцієнт потенційної народжуваності 2015 року становив 1,82 дитини на одну жінку (151-ше місце у світі).
Смертність в Уругваї 2015 року становила 9,45 ‰ (56-те місце у світі).
Природний приріст населення в країні 2015 року становив 0,27 % (176-те місце у світі).

### Вікова структура

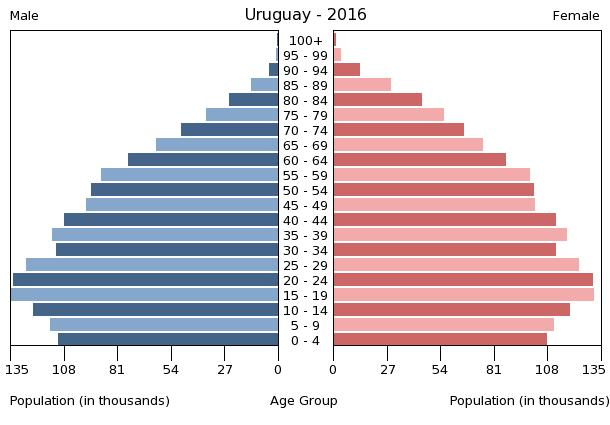
Віково-статева піраміда населення Уругваю, 2016 рік

Середній вік населення Уругваю становить 34,7 року (76-те місце у світі): для чоловіків — 33, для жінок — 36,4 року. Очікувана середня тривалість життя 2015 року становила 77 року (73-тє місце у світі), для чоловіків — 73,86 року, для жінок — 80,26 року.
Вікова структура населення Уругваю, станом на 2015 рік, мала такий вигляд:
- діти віком до 14 років — 20,73 % (352 470 чоловіків, 340 275 жінок);
- молодь віком 15—24 роки — 15,89 % (269 034 чоловіка, 262 117 жінок);
- дорослі віком 25—54 роки — 39,09 % (644 816 чоловіків, 661 635 жінок);
- особи передпохилого віку (55—64 роки) — 10,25 % (161 190 чоловіків, 181 478 жінок);
- особи похилого віку (65 років і старіші) — 14,03 % (187 051 чоловік, 281 827 жінок)[1].

### Шлюбність— розлучуваність
Коефіцієнт шлюбності, тобто кількість шлюбів на 1 тис. осіб за календарний рік, дорівнює 3,2; коефіцієнт розлучуваності — невідомий (дані за 2010 рік)

## Розселення
Густота населення країни 2015 року становила 19,6 особи/км² (197-ме місце у світі). Половина населення країни сконцентрована на південному узбережжі, навколо столиці — Монтевідео.

### Урбанізація
Уругвай надзвичайно урбанізована країна. Рівень урбанізованості становить 95,3 % населення країни (станом на 2015 рік), темпи зростання частки міського населення — 0,53 % (оцінка тренду за 2010—2015 роки).
Головні міста держави: Монтевідео (столиця) — 1,707 млн осіб (дані за 2015 рік).

### Міграції
Річний рівень еміграції 2015 року становив 0,9 ‰ (147-ме місце у світі). Цей показник не враховує різниці між законними і незаконними мігрантами, між біженцями, трудовими мігрантами та іншими.
Уругвай є членом Міжнародної організації з міграції (IOM).

## Расово-етнічний склад
| Етнічний склад (2015 рік) | Етнічний склад (2015 рік) | Етнічний склад (2015 рік) | Етнічний склад (2015 рік) | Етнічний склад (2015 рік) |
| ------------------------- | ------------------------- | ------------------------- | ------------------------- | ------------------------- |
| Етнос:                    |                           |                           | Відсоток:                 |                           |
| білі                      | білі                      |                           | 88%                       | 88%                       |
| метиси                    | метиси                    |                           | 8%                        | 8%                        |
| темношкірі                | темношкірі                |                           | 4%                        | 4%                        |
| індіанці                  | індіанці                  |                           | 0.1%                      | 0.1%                      |

Головні етноси країни: білі — 88 %, метиси — 8 %, темношкірі — 4 %, індіанці — дані відсутні.

## Мови
| Мови Уругваю (2015 рік) | Мови Уругваю (2015 рік) | Мови Уругваю (2015 рік) | Мови Уругваю (2015 рік) | Мови Уругваю (2015 рік) |
| ----------------------- | ----------------------- | ----------------------- | ----------------------- | ----------------------- |
| Мова:                   |                         |                         | Відсоток:               |                         |
| іспанська               | іспанська               |                         | %                       | %                       |
| портуньол               | портуньол               |                         | %                       | %                       |

Офіційна мова: іспанська. Інші поширені мови: портуньол (бразильєро) (суміш португальської та іспанської на бразильсько-уругвайському кордоні).

## Релігії
| Релігії в Уругваї (2006 рік) | Релігії в Уругваї (2006 рік) | Релігії в Уругваї (2006 рік) | Релігії в Уругваї (2006 рік) | Релігії в Уругваї (2006 рік) |
| ---------------------------- | ---------------------------- | ---------------------------- | ---------------------------- | ---------------------------- |
| Віросповідання:              |                              |                              | Відсоток:                    |                              |
| католики                     | католики                     |                              | 47.1%                        | 47.1%                        |
| християни                    | християни                    |                              | 25%                          | 25%                          |
| агностики                    | агностики                    |                              | 7.2%                         | 7.2%                         |
| юдаїзм                       | юдаїзм                       |                              | 0.3%                         | 0.3%                         |
| інші                         | інші                         |                              | 1.1%                         | 1.1%                         |

Головні релігії й вірування, які сповідує, і конфесії та церковні організації, до яких відносить себе населення країни: римо-католицтво — 47,1 %, інше християнство — 25 %, юдаїзм — 0,3 %, атеїсти, агностики — 17,2 %, інші — 1,1 % (станом на 2006 рік).

## Освіта
Рівень письменності 2015 року становив 98,5 % дорослого населення (віком від 15 років): 98,2 % — серед чоловіків, 98,8 % — серед жінок.
Державні витрати на освіту становлять 4,4 % ВВП країни, станом на 2011 рік (92-ге місце у світі). Середня тривалість освіти становить 16 років, для хлопців — до 14 років, для дівчат — до 17 років (станом на 2010 рік).

## Охорона здоров'я
Забезпеченість лікарями в країні на рівні 3,74 лікаря на 1000 мешканців (станом на 2008 рік). Забезпеченість лікарняними ліжками в стаціонарах — 2,5 ліжка на 1000 мешканців (станом на 2012 рік). Загальні витрати на охорону здоров'я 2014 року становили 8,6 % ВВП країни (41-ше місце у світі).
Смертність немовлят до 1 року, станом на 2015 рік, становила 8,74 ‰ (148-ме місце у світі); хлопчиків — 9,7 ‰, дівчаток — 7,75 ‰. Рівень материнської смертності 2015 року становив 15 випадків на 100 тис. народжень (124-те місце у світі).
Уругвай входить до складу ряду міжнародних організацій: Міжнародного руху (ICRM) і Міжнародної федерації товариств Червоного Хреста і Червоного Півмісяця (IFRCS), Дитячого фонду ООН (UNISEF), Всесвітньої організації охорони здоров'я (WHO).

### Захворювання
2014 року зареєстровано 14,4 тис. хворих на СНІД (89-те місце у світі), це 0,7 % населення в репродуктивному віці 15—49 років (54-те місце у світі). Смертність 2014 року від цієї хвороби становила приблизно 600 осіб (79-те місце у світі).
Частка дорослого населення з високим індексом маси тіла 2014 року становила 27,6 % (64-те місце у світі); частка дітей віком до 5 років зі зниженою масою тіла становила 4,5 % (оцінка на 2011 рік). Ця статистика показує як власне стан харчування, так і наявну/гіпотетичну поширеність різних захворювань.

### Санітарія
Доступ до облаштованих джерел питної води 2015 року мало 100 % населення в містах і 93,9 % в сільській місцевості; загалом 99,7 % населення країни. Відсоток забезпеченості населення доступом до облаштованого водовідведення (каналізація, септик): у містах — 96,6 %, в сільській місцевості — 92,6 %, загалом по країні — 96,4 % (станом на 2015 рік). Споживання прісної води, станом на 2000 рік, дорівнює 3,66 км³ на рік, або 1,101 тонни на одного мешканця на рік: з яких 11 % припадає на побутові, 2 % — на промислові, 87 % — на сільськогосподарські потреби.

## Соціально-економічне становище
Співвідношення осіб, що в економічному плані залежать від інших, до осіб працездатного віку (15—64 роки) загалом становить 55,9 % (станом на 2015 рік): частка дітей — 33,4 %; частка осіб похилого віку — 22,5 %, або 4,4 потенційно працездатного на 1 пенсіонера. Загалом ці показники характеризують рівень потреби державної допомоги в секторах освіти, охорони здоров'я і пенсійного забезпечення, відповідно. За межею бідності 2010 року перебувало 18,6 % населення країни. Розподіл доходів домогосподарств у країні має такий вигляд: нижній дециль — 1,9 %, верхній дециль — 34,4 % (станом на 2010 рік).
Станом на 2012 рік, у країні 20,106 осіб не мали доступу до електромереж; 99,4 % населення має доступ, в містах цей показник дорівнює 99,7 %, у сільській місцевості — 93,8 %. Рівень проникнення інтернет-технологій високий. Станом на липень 2015 року в країні налічувалось 2,159 млн унікальних інтернет-користувачів (99-те місце у світі), що становило 64,6 % загальної кількості населення країни.

### Трудові ресурси
Загальні трудові ресурси 2015 року становили 1,725 млн осіб (125-те місце у світі). Зайнятість економічно активного населення у господарстві країни розподіляється таким чином: аграрне, лісове і рибне господарства — 13 %; промисловість і будівництво — 14 %; сфера послуг — 73 % (станом на 2010 рік). 51,87 тис. дітей у віці від 5 до 14 років (7 % загальної кількості) 2006 року були залучені до дитячої праці. Безробіття 2015 року дорівнювало 7,1 % працездатного населення, 2014 року — 6,6 % (85-те місце у світі); серед молоді у віці 15—24 років ця частка становила 19,2 %, серед юнаків — 15,8 %, серед дівчат — 24 % (61-ше місце у світі).

## Кримінал

### Наркотики

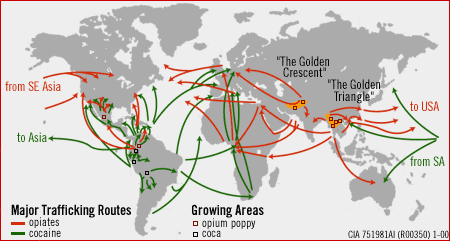
Світові маршрути наркотрафіку

Незначна транзитна країна наркотрафіку до Європи (морські контейнери); збільшення споживання кокаїну і синтетичних наркотиків; країна уразлива для відмивання грошей через суворі закони про банківську таємницю, слабкий прикордонний контроль уздовж бразильського кордону.

### Торгівля людьми
Згідно зі щорічною доповіддю про торгівлю людьми (англ. Trafficking in Persons Report) Управління з моніторингу та боротьби з торгівлею людьми Державного департаменту США, уряд Уругваю докладає значних зусиль у боротьбі з явищем примусової праці, сексуальної експлуатації, незаконною торгівлею внутрішніми органами, але не повною мірою, країна перебуває у списку спостереження другого рівня.

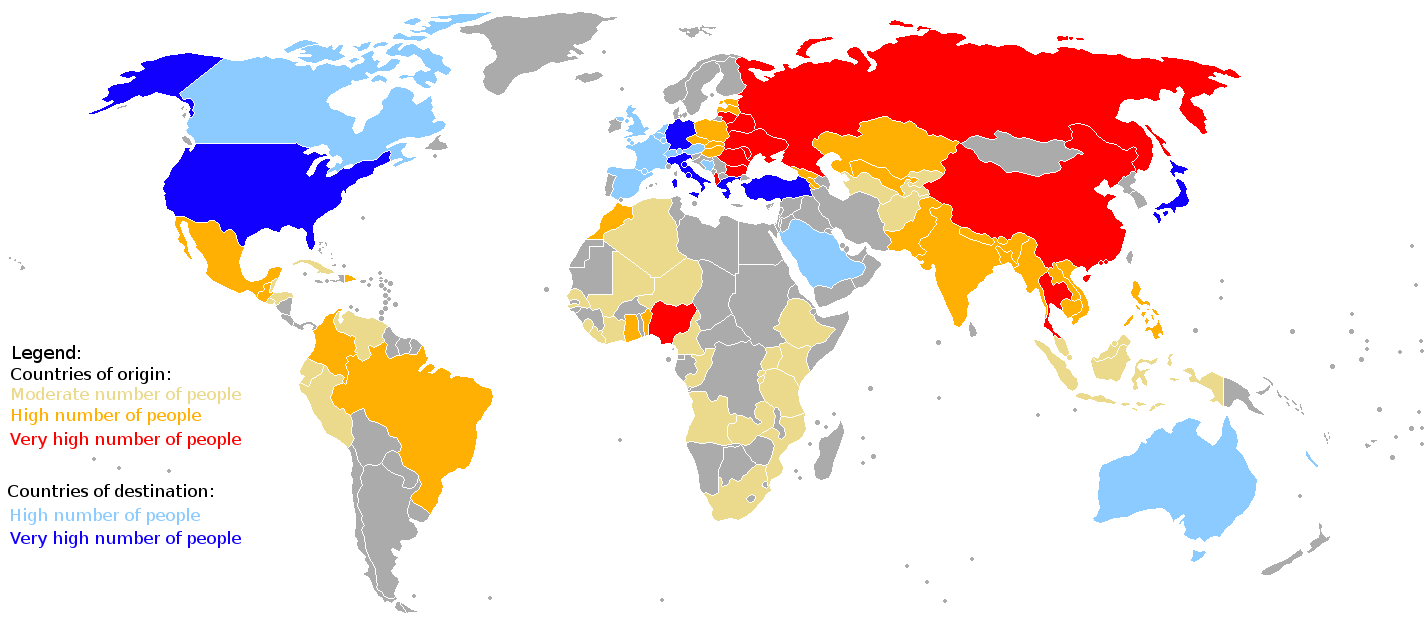
Країни-донори (червоний) і країни-реципієнти кримінальних потоків  (англ.)
Глобальна боротьба з торгівлею людьми (англ.)

## Гендерний стан
Статеве співвідношення (оцінка 2015 року):
- при народженні — 1,04 особи чоловічої статі на 1 особу жіночої;
- у віці до 14 років — 1,04 особи чоловічої статі на 1 особу жіночої;
- у віці 15—24 років — 1,03 особи чоловічої статі на 1 особу жіночої;
- у віці 25—54 років — 0,98 особи чоловічої статі на 1 особу жіночої;
- у віці 55—64 років — 0,89 особи чоловічої статі на 1 особу жіночої;
- у віці за 64 роки — 0,66 особи чоловічої статі на 1 особу жіночої;
- загалом — 0,94 особи чоловічої статі на 1 особу жіночої[1].

## Демографічні дослідження
Демографічні дослідження у країні ведуться рядом державних і наукових установ:

### Українською
- Атлас. 10—11 клас. Економічна і соціальна географія світу / упорядники :  О. Я. Скуратович, Н. І. Чанцева. — К. : ДНВП «Картографія», 2010. — ISBN 978-966-475-639-3.
- Атлас світу / голов. ред. І. С. Руденко ; зав. ред. В. В. Радченко ; відп. ред. О. В. Вакуленко. — К. : ДНВП «Картографія», 2005. — 336 с. — ISBN 9666315467.
- Безуглий В. В. Економічна і соціальна географія зарубіжних країн : Навчальний посібник. — К. : ВЦ «Академія», 2007. — 704 с. — ISBN 978-966-580-239-6.
- Безуглий В. В., Козинець С. В. Регіональна економічна і соціальна географія світу : Навчальний посібник. — видання 2-ге, доп., перероб. — К. : ВЦ «Академія», 2007. — 688 с. — ISBN 966-580-144-9.
- Головченко В. І., Кравчук О. Країнознавство: Азія, Африка, Латинська Америка, Австралія і Океанія. — К., 2006. — 335 с. — ISBN 966-8939-04-2.
- Гудзеляк І. І. Географія населення: Навчальний посібник / І. Гудзеляк. — Л. : Видавничий центр ЛНУ імені Івана Франка, 2008. — 232 с. — ISBN 978-966-613-599-8.
- Дахно І. І. Країни світу: Енциклопедичний довідник / І. І. Дахно, С. М. Тимофієв. — К. : Мапа, 2011. — 606 с. — (Бібліотека нового українця) — ISBN 978-966-8804-23-6.
- Дахно І. І. Економічна географія зарубіжних країн : навчальний посібник. — К. : Центр учбової літератури, 2014. — 319 с. — ISBN 978-611-01-0682-5.
- Джаман В. О. Регіональні системи розселення: демографічні аспекти. — Чернівці : Рута, 2003. — 392 с. — ISBN 9665685988.
- Дорошенко Л. С. Демографія: Навчальний посібник. — К. : МАУП, 2005. — 112 с. — ISBN 966-608-442-2.
- Дубович І. А. Країнознавчий словник-довідник. — 5-те вид., перероб. і доп. — К. : Знання, 2008. — 839 с. — ISBN 978-966-346-330-8.
- Економічна і соціальна географія країн світу. Навчальний посібник / За ред. Кузика С. П. — Л. : Світ, 2002. — 672 с. — ISBN 966-603-178-7.
- Загальна медична географія світу / В. О. Шевченко [та ін.] — К. : [б.в.], 1998. — 178 с.
- Книш М. М., Мамчур О. І. Регіональна економічна і соціальна географія світу (Латинська Америка та Карибські країни, Африка, Азія, Океанія) : навч. посіб. — Л. : ЛНУ ім. Івана Франка, 2013. — 368 с. — ISBN 978-617-10-0007-0.
- Крисаченко В. С. Динаміка населення: Популяційні, етнічні та глобальні виміри. — К. : Видавництво Національного інституту стратегічних досліджень, 2005. — 368 с. — ISBN 966-554-083-1.
- Кузик С. П., Книш М. М. Економічна і соціальна географія країн Америки : навч. посіб. — Л. : ЛНУ ім. Івана Франка, 1999. — 299 с. — ISBN 966-613-026-2.
- Любіцева О. О., Мезенцев К. В., Павлов С. В. Географія релігій. — К. : АртЕК, 1999. — 504 с. — ISBN 966-505-006-0.
- Масляк П. О. Країнознавство. — К. : Знання, 2007. — 292 с. — (Вища освіта XXI століття)
- Масляк П. О., Дахно І. І. Економічна і соціальна географія світу / П. О. Масляк, І. І. Дахно ; за ред. П. О. Масляка. — К. : Вежа, 2003. — 280 с. — ISBN 966-7091-53-8.

### Російською
- (рос.) Уругвай // Демографический энциклопедический словарь / главн. ред. Валентей Д. И. — М. : Советская энциклопедия, 1985. — 608 с.
- (рос.) Уругвай // Латинская Америка. Энциклопедический справочник [в 2-х тт.] / Главный редактор В. В. Вольский. — М. : Советская энциклопедия, 1982. — Т. 2. К-Я. — 656 с.
- (рос.) Уругвай // Страны и народы. Америка. Южная Америка / Редкол. : В. В. Вольский  (отв. ред.) и др. — М. : «Мысль», 1983. — 285 с. — (Страны и народы) — 180 тис. прим.
- (рос.) Атлас народов мира / Отв. ред. С. И. Брук и В. С. Апенченко. — М. : ГУГК ГГК СССР и Институт этнографии им. Н. Н. Миклухо-Маклая АН СССР, 1964. — 185 с. — 20 тис. прим.
- (рос.) Численность и расселение народов мира. Этнографические очерки / под ред. С. И. Брука. — М. : Издательство АН СССР, 1962. — 487 с.
- (рос.) Лаппо Г. М. География городов: Учебное пособие для географических факультетов вузов. — М. : Туманит, изд. центр ВЛАДОС, 1997. — 476 с. — ISBN 5-691-00047-0.
- (рос.) Ягельский А. География населения. — М. : Прогресс, 1980. — 383 с.